# Kathleen Kirkham
Kathleen Kirkham (15 de abril de 1895 – 7 de noviembre de 1961) fue una actriz estadounidense famosa en la época del cine mudo.

## Carrera
Kirkham era rubia y considerada una de las actrices mejor vestidas. En la mayoría de sus películas realizaba entre quince y dieciocho cambios de indumentaria. Kirkham se hizo ampliamente conocida después del lanzamiento de The Eyes of the World (1915). Basado en una novela de Harold Bell Wright, fue una de las películas más vistas de 1915.
Kirkham integró el elenco de la película The White Moth (1924). Escrita por Izola Forrester, la película fue producida por First National Pictures. Barbara La Marr y Ben Lyon hicieron parte de este melodrama que se desarrolla tanto en la ciudad de Nueva York como en París, Francia. Kirkham regresó al cine en 1925 después de una ausencia de dos años. Interpretó el papel de Beatrice Selignac en Sackcloth and Scarlet (1925), una película producida por Henry King. Interpretó a la compañera de Mary Brian en A Regular Fellow (1925), una comedia de Paramount Pictures. Abandonó el cine para empezar una carrera basada principalmente en el teatro. Falleció en Santa Bárbara, California, a los 66 años.

## Filmografía parcial
- The Clean Gun (1917)
- A Modern Musketeer (1918)
- Tarzan of the Apes (1918)
- For Husbands Only (1918)
- He Comes Up Smiling (1918)
- The Romance of Tarzan (1918)
- Arizona (1918)
- The Married Virgin (1918)
- Josselyn's Wife (1919)
- The Beloved Cheater (1919)
- Parlor, Bedroom and Bath (1920)
- Beau Revel (1921)
- The Sky Pilot (1921)
- The Foolish Matrons (1921)
- The Adventures of Tarzan (1921)
- The Lonely Road (1923)
- The White Moth (1924)
- Her Honor, the Governor (1926)